# Professione: poliziotto
Professione: poliziotto (Le marginal) è un film del 1983 diretto da Jacques Deray.
La pellicola ha come protagonisti Jean-Paul Belmondo, Henry Silva e Carlos Sotto Mayor.
La storia è tratta da un soggetto di Jacques Deray e Jean Herman (quest'ultimo regista de Due sporche carogne - Tecnica di una rapina), con i quali, per la sceneggiatura, ha collaborato il celebre Michel Audiard.
La colonna sonora è stata composta, orchestrata e diretta dal maestro Ennio Morricone e il tema musicale Le Marginal che fa da sfondo alla famosa scena dei titoli iniziali con il treno su cui è in viaggio Belmondo, ha avuto molta fama e successo.

## Trama
Il commissario Philippe Jordan, un poliziotto dai metodi molto spicci e dal grilletto facile, viene inviato da Parigi a Marsiglia per aiutare la polizia locale a sgominare una banda di criminali, guidati dal boss Meccacci, attivi nel traffico degli stupefacenti.
Con determinazione, con l'aiuto di una donna avvenente conosciuta in un night e guidando con disinvoltura una potente vettura sportiva, Jordan riuscirà anche questa volta a portare a termine il caso.